# Park Bostalsee
Park Bostalsee is een park van Center Parcs en is gelegen in de gemeente Nohfelden in de Duitse deelstaat Saarland. Het park werd in 2013 geopend en heeft een oppervlakte van 90 hectare. Het ligt aan het stuwmeer Bostalsee waarnaar het park vernoemd is.
In de buurt van het park liggen het luchtvaartmuseum van Hermeskeil, de rodelbaan en de Keltische wallen in Otzenhausen. In de omgeving van het park kan men de natuur van het Nationaal Park Hunsrück-Hochwald bezoeken.

## Faciliteiten
Het park heeft de volgende faciliteiten:
- Aqua Mundo: oppervlakte van 4.000m² met golfslagbad, Water Playhouse en drie glijbanen
- Market Dome: met supermarkt en restaurants

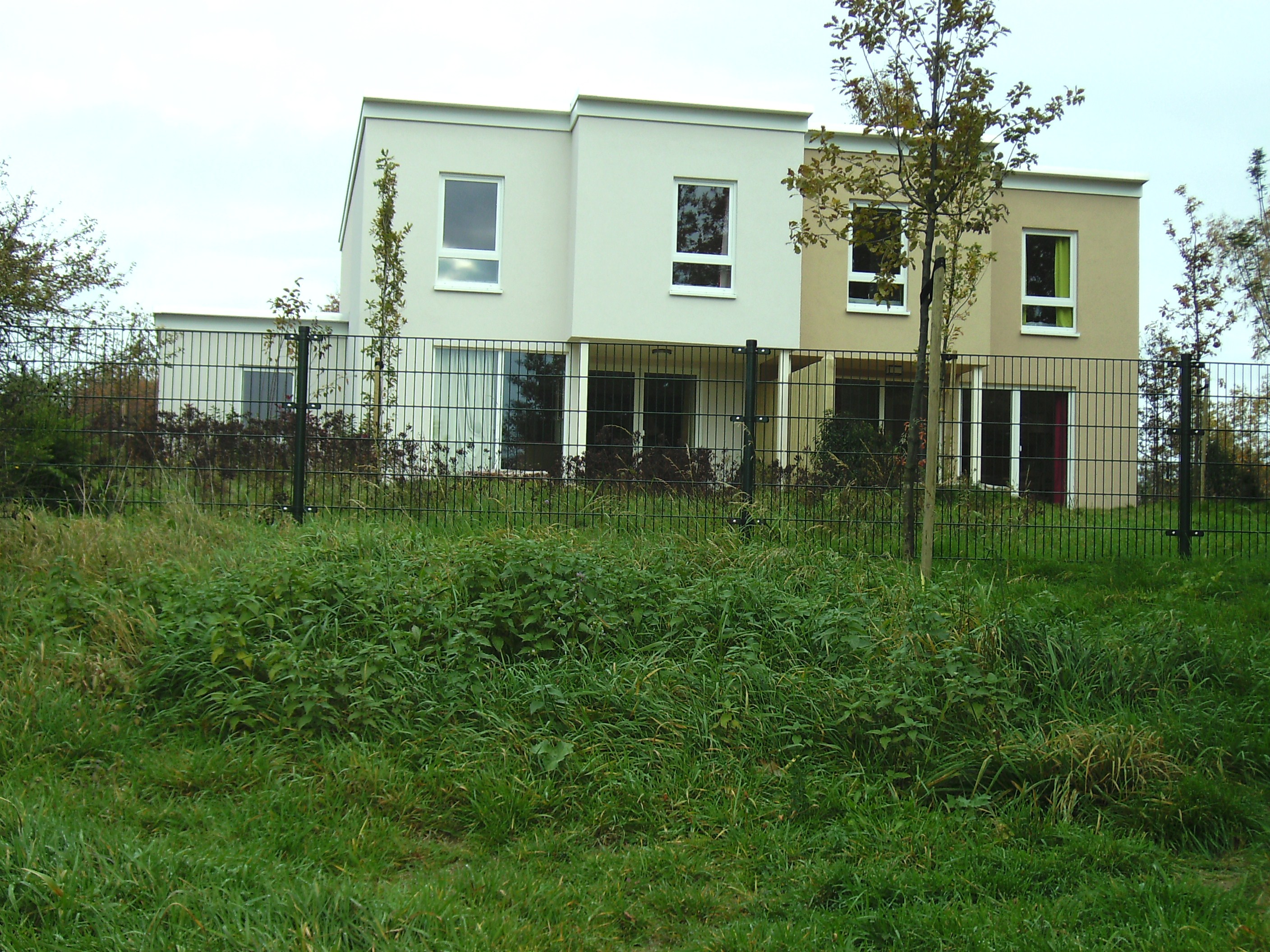
Cottages op het park

- 500 cottages